# Hohenberg (Seeshaupt)
Hohenberg ist ein Ortsteil der Gemeinde Seeshaupt im Landkreis Weilheim-Schongau in Bayern. Die Kreisstrasse WM10 verbindet das nordöstlich gelegene Seeshaupt mit Hohenberg.
Der weitläufige Weiler besteht aus wenigen Häusern und ist nach dem 703 Meter hohen, gleichnamigen Hohenberg benannt.

## Geschichte
Erstmals findet Hohenberg 1135 im Zusammenhang mit dem Kloster Bernried Erwähnung, das vierzehn Jahre zuvor gegründet worden war und zu dessen Besitzungen Hohenberg zählte. 1356 erhielt die Siedlung eine Kapelle, die Maria Magdalena und Katharina gewidmet wurde.
Seit Januar 1873 besitzt der Ort das Schankrecht, das dem damaligen Besitzer Konstantin Schägger vom Bürgermeister von Arnried, zu dem Hohenberg zu dieser Zeit gehörte, erteilt wurde. 1889 wurde die Wirtschaft samt Kapelle von Schägger an Karl Freiherr von Podewils (1843–1893) verkauft, der auf dem westlich gelegenen, 693 Meter hohen Buckelsberg eine Jagdvilla, das sogenannte Schloss Hohenberg, errichten ließ.
Bereits 1897 ging der Besitz an den schwäbischen Wilhelm Freiherr Schertlin von Burtenbach, 1903 an Willibald Freiherr von Beck-Peccoz aus Hallertau. Seit 1931 steht Hohenberg im Besitz der Familie Thurn und Taxis. Alberts jüngster Sohn Philipp (1908–1964) erwarb diesen Landstrich einschließlich des Jagdschlosses, der noch immer im Familienbesitz ist.
Bis 31. März 1938 gehörte der Ort zur aufgelösten Gemeinde Arnried.